# Agustín Canessa
Agustín Francisco Canessa Ballestero (Montevideo, Uruguay, 10 de mayo de 1937 - 5 de abril de 2006) fue un político uruguayo, quien se desempeñó como subdirector de la Oficina de Planeamiento y Presupuesto en dos períodos, en 1985-1989 y en 1995-2000.

## Primeros años
Nació en Montevideo el 10 de mayo de 1937.

### Cargos públicos
En su juventud, en la década del 60, se desempeñó como funcionario del Ministerio de Instrucción Pública y Previsión Social, integrando como colaborador la oficina técnica de la comisión coordinadora de entes de enseñanza.
En 1965 fue nombrado, por concurso, preparador presupuestario de dicho ministerio.
Pasó posteriormente a cumplir funciones en comisión a la Oficina de Planeamiento y Presupuesto, creada en 1967.
En la OPP fue jefe de la División de Presupuestoy asesor presupuestario.
En marzo de 1973 fue designado por el gobierno de Juan María Bordaberry como director general de Secretaría del Ministerio de Educación y Cultura,(tercer cargo jerárquico en los ministerios en Uruguay tras los de ministro y subsecretario). Renunció a dicho cargo en agosto de 1973,ya producido el golpe de Estado del 27 de junio de dicho año.

### Actividad privada
A principios de los años 80 fue miembro del Consejo Directivo del Centro Latinoamericano de Economía Humana (CLAEH).
Ocupó asimismo la secretaría general de la Asociación Cristiana de Dirigentes de Empresa (ACDE).

### Actividad partidaria
Vinculado al Partido Demócrata Cristiano, en 1971 participó en la fundación del Frente Amplio, integrando en el puesto número 12 la lista de candidatos a la Cámara de Senadores por el PDC.
Posteriormente adhirió al Partido Nacional y especialmente a Wilson Ferreira Aldunate, de quien fue asesor.
En 1987 participó de la fundación de un nuevo grupo dentro del sector Por la Patria, denominado Corriente Nacional Fernando Oliú.
En 1994 integró el equipo de trabajo del candidato presidencial Alberto Volonté.

## Oficina de Planeamiento y Presupuesto

### Primer período
El 10 de abril de 1985, el presidente Julio María Sanguinetti lo designó Subdirector de la Oficina de Planeamiento y Presupuesto (OPP), acompañando al Director de la misma designado un mes antes, Ariel Davrieux. Fueron los primeros titulares de tales cargos tras el restablecimiento de la OPP, transformada durante la dictadura cívico militar en Secretaría de Planeamiento, Coordinación y Difusión (SEPLACODI).
Ocupó dicho puesto durante casi cuatro años, siendo reemplazado en febrero de 1989 por Juan Alberto Moreira.

### Segundo período
En marzo de 1995, al asumir Sanguinetti su segundo gobierno, Davrieux volvió a ocupar el cargo de Director de la OPP y Canessa también fue nombrado nuevamente Subdirector.
Permaneció en el cargo durante la totalidad del período presidencial. Al asumir el nuevo presidente Jorge Batlle en marzo de 2000, Davrieux continuó como Director en la OPP, pero Canessa fue reemplazado como Subdirector por Gonzalo Cibils.

## Otras actividades
Desde junio de 1991 fue miembro del Consejo Nacional de Investigaciones Científicas y Tecnológicas (CONICYT) como delegado del Ministerio de Educación y Cultura.
Se desempeñó como consultor empresarial y periodista. Una de sus últimas publicaciones estuvo dedicada al análisis del pensamiento del teólogo Juan Luis Segundo.

## Vida personal. Fallecimiento
Era hijo de Agustín Demetrio Canessa Campanela y de María Deidamia Ballestero Acosta y Lara, quienes se casaran en 1931.
Contrajo matrimonio en 1962 con Ivonne Cecilia Clerc Habiaga,con quien tuvo cuatro hijos, María Cecilia, Pablo Francisco, María Rosina y Diego Alberto Canessa Clerc.
Agustín Canessa falleció en Montevideo el 5 de abril de 2006, un mes antes de cumplir 69 años de edad.